# اچ-واندر
اچ-واندر (انگلیسی: H-Wonder؛ زادهٔ ۲۳ سپتامبر ۱۹۶۸) آهنگساز، خوانندگی اهل ژاپن است.